# The Guild
The Guild – amerykański serial komediowy, stworzony i napisany przez Felicię Day, która występuje w nim jako Cyd Sherman (znana także jako Codex). Premiera odbyła się na YouTube 27 lipca 2007 roku. Produkcja serialu trwała do 2013 roku.  Historia kręci się wokół życia gildii The Knights of Good z gry MMORPG, określanej jako The Game. Fabuła skupia się na Codeksie, kapłance gildii, która próbuje prowadzić normalne życie po tym, jak jeden z członków jej drużyny, Warlock Zaboo (Sandeep Parikh), pojawia się na jej progu.
Pierwszy sezon miał swoją premierę na YouTube w 2007 roku. Sezonu od drugiego do piątego miały premierę na Xbox Live Marketplace firmy Microsoft, Zune Marketplace i MSN Video. Następnie pojawiły się na oficjalnej stronie serialu, Youtube oraz iTunes. Jak podała Felicia Day, model biznesowy Microsoftu zmienił się po piątym sezonie;  twórczyni chciała zachować własność, więc premiery odcinków przeniosły się na kanał YouTube Day Geek & Sundry. Serial jest również dostępny na DVD i na Netfliksie.  W 2013 roku, po zakończeniu szóstego sezonu, Day potwierdziła, że serial został zakończony.

## Forma
Każdy odcinek jest rozpoczynany przez Codex, która prowadzi vloga i wprowadza widza w wydarzenia, które miały miejsce poprzednio. Zwykle daje widzom podsumowanie poprzedniego odcinka i wyraża swoje uczucia na temat tego, co się ostatnio stało. Vlogi wydają się być poza linią czasową, ponieważ zwykle nosi strój (zazwyczaj piżamę) inną niż w odcinku. Każdy sezon podzielony jest na 12 odcinków, z wyjątkiem pierwszego (który ma ich 10).